# Sammalsaari (ö i Norra Savolax, Varkaus, lat 62,36, long 27,97)
Sammalsaari är en ö i Finland. Den ligger i sjön Unnukka och i kommunen Leppävirta i den ekonomiska regionen  Varkaus ekonomiska region  och landskapet Norra Savolax, i den sydöstra delen av landet, 290 km nordost om huvudstaden Helsingfors. Öns area är 10,3 hektar och dess största längd är 0,7 kilometer i sydöst-nordvästlig riktning.